# (10266) Владишухов
(10266) Владишухов (лат. Vladishukhov) — типичный астероид главного пояса, открыт 26 сентября 1978 года советским астрономом Людмилой Журавлёвой в Крымской астрофизической обсерватории и 18 марта 2003 года назван в честь российского и советского инженера, архитектора, изобретателя и учёного Владимира Шухова.

## Обнаружение и именование
(10266) Владишухов
Открыт 26 сентября 1978 года в Крымской астрофизической обсерватории Л. В. Журавлёвой.
Владимир Григорьевич Шухов (1853—1939) — выдающийся русский инженер и учёный, изобретатель водотрубного котла. Построил около 200 оригинальных башен и около 500 мостов через реки Оку, Волгу и Енисей. Также строил элеваторы, доменные печи и многие другие практические объекты.
Оригинальный текст (англ.)10266 Vladishukhov
Discovered 1978 Sept. 26 by L. V. Zhuravleva at the Crimean Astrophysical Observatory.
Vladimir Grigor'evich Shukhov (1853—1939), an outstanding Russian engineer and scientist, inventor of the water-tube boiler, built about 200 original towers as well as about 500 bridges across the rivers Oka, Volga and Yenisei. He also built elevators, blast-furnaces and many other practical objects.
Источники: 20030318/MPCPages.arc; M.P.C. 48155.

## Орбита

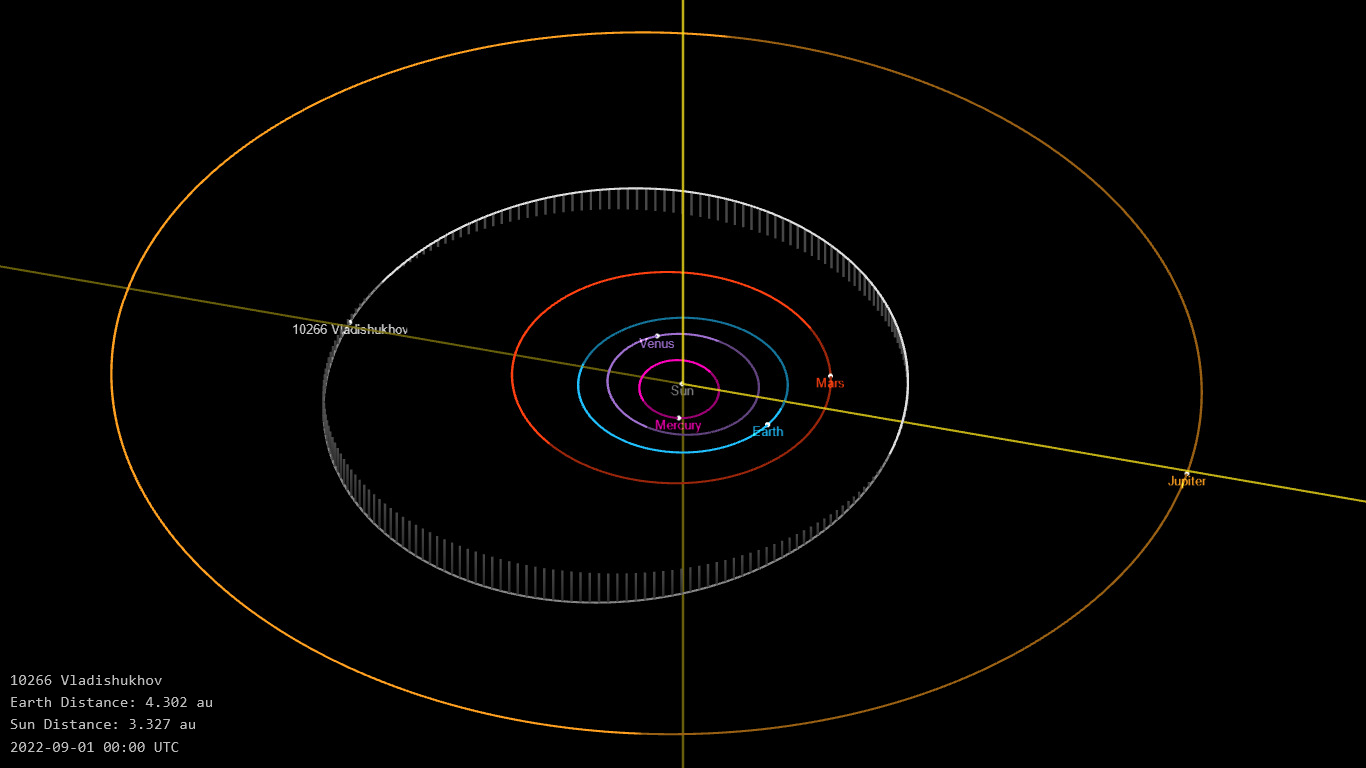
Орбита астероида Владишухов и его положение в Солнечной системе

## Физические характеристики
Астероид относится к таксономическому классу C.
По результатам наблюдений в видимом и ближнем инфракрасном диапазоне космического телескопа NEOWISE и наблюдений в инфракрасном диапазоне спутника Akari диаметр астероида оценивался равным 10,055±0,222 км, 9,93±0,31 км, 4,21±2,11 км, 8,246±1,782 км, 8,34±2,23 км и 9,32±2,59 км. Согласно тем же источникам альбедо оценивается как 0,0634±0,0114, 0,069±0,005, 0,21±0,16, 0,0653±0,0433, 0,063±0,011, 0,064±0,086 и 0,037±0,023.